# Алекса Бечић
Алекса Бечић (Цетиње, 4. август 1987) црногорски је политичар и економиста. Оснивач је и предсједник Демократске Црне Горе и бивши предсједник Скупштине Црне Горе. Политичку каријеру почео је у Социјалистичкој народној партији, гдје је провео пет година. Незадовољан вођењем партије, кандидовао се за предсједника на конгресу одржаном 23. новембра 2014, али је изгубио од Срђана Милића. Након пораза на изборима за предсједника странке, напустио је СНП и основао Демократску Црну Гору, гдје је на првом конгресу партије, одржаном 31. маја 2015. године, изабран за предсједника.
На првим самосталним Парламентарним изборима 2016. Демократе су освојиле осам мандата, што је био велики успјех за новоформирану партију. Успон Демократа настављен је на локалним изборима у Будви и Котору, гдје су на основу остварених резултата добили мјеста градоначелника. На парламентарним изборима 2020, Демократе су формирале власт, а Бечић је изабран за предсједника Скупштине Црне Горе и обављао ову функцију до 7. фебруара 2022. године. Током политичке каријере, суочавао се са оптужбама за плагијат магистарског рада.

## Дјетињство
Алекса Бечић рођен је на Цетињу 4. август 1987. године, завршио је основну школу „Сутјеска” и средњу економску школу „Мирко Вешовић” у Подгорици, након чега је уписао Економски факултет, који је дипломирао 2010. године. Економију је магистрирао у марту 2014. године, одсјек рачуноводство и ревизија.
Петнаестак година се бавио фудбалом, играо је на позицији десног крила, а своју фудбалску каријеру завршио је након средње школе. Читаву каријеру провео је у Црвеној стијени, са којом је освојио двапут Републички куп Црне Горе и играо је у Купу Србије и Црне Горе, гдје је у сезони 2005/06. постигао оба гола за побједу од 2 : 0 против Војводине у првом колу, након чега је Црвена стијена у осмини финала изгубила од Смедерева 4 : 0. Био је и репрезентативац Црне Горе у млађим категоријама.

## Политичка каријера

### Социјалистичка народна партија
Бечић је био активиста младих СНП-а од 2005, а 2010. године постао је одборник у Скупштини Главног града Подгорице. Двије године касније напредовао је до позиције потпредсједника Подгоричког одбора СНП-а, да би се годину касније нашао на позицији портпарола. На локалним изборима у Подгорици 2014, СНП је подржао кандидатуру Алексе Бечића за градоначелника. Бечић је наступио са слоганом Младост.Мудрост.Храброст и остварио је добар резултат, освојивши осам мандата.
Убрзо је дошло до раскола у СНП-у, Бечић је због неповјерења у руководство партије, тражио изборе. Конгрес је одржан 23. новембра 2014, у Беранама. Гласало је 494 делегата, Срђан Милић је добио 273 гласа, док је Бечић остао иза са 141 гласом; трећи кандидат Александар Дамјановић добио је 80 гласова. Бечић је након пораза изјавио да су унутар партије вођене кампање против њега: "Ово је први и последњи пут да будем побијеђен уз помоћ центара моћи који су изван СНП-а", рекао је Бечић. Иако је првобитно одлучио да остане у СНП-у, Бечић је у фебруару 2015 одлучио да напусти партију, јер, како је изјавио — не може да настави рад са Срђаном Милићем и Снежаном Јоницом јер им ништа не вјерује. У априлу 2015. основао је странку — Демократску Црну Гору.

### Демократе
Након напуштања СНП-а, Алекса Бечић је почео са плановима о новој партији, која је основана 19. априла 2015 године, под именом Демократска Црна Гора — Демократе. Бечић је на оснивачкој скупштини одржаној на Тргу републике у Подгорици једногласно изабран за предсједника. На оснивачкој скупштини, Бечић је изјавио да ће Демократе на парламентарним изборима 2016. наступити самостално. Демократе су у предизборну кампању кренуле са изборном листом "мр Алекса Бечић - Демократе - Побједе, а не подјеле". Бечић је са демократама водио до тада необичну кампању — "од врата до врата", на којој су обилазили домаћинства широм државе. На Парламентарним изборима 2016. Демократе су освојиле 38.327 гласова, односно 10% укупног броја гласова, што им је донијело 8 од 81 мандата у Скупштини Црне Горе. Због бројних нерегуларности, Алекса Бечић је заједно са остатком опозиције одлучио да бојкотује парламент до расписивања ванредних избора. Демократе, на челу са својим лидером, одрекли су се службених возила, горива, трошкова мобилних телефона, станарине и дневница.
У истом периоду, Демократе су освојиле 5 мандата на локалним изборима у Котору и 7 мандата у Будви; док су на локалним изборима У Херцег Новом 2017. Демократе освојиле 9 мандата, само 3 мање од ДПС-а. У свим градовима добили су позиције градоначелника. Након избора у Херцег Новом, многи су Бечића упоредили са новоизабраним предсједником Француске, Емануелом Макроном. Аналитичари су подвукли паралеле између њих двојице: Макрон је незадовољан напустио партију Франсоа Оланда у чијој влади је био министар економије, те формирао своју „У покрету“; док је Бечић у СНП-у дошао у сукоб са предсједником Срђаном Милићем, те основао Демократе Црне Горе. И један и други се поносе чињеницом да су на челу странака грађанске провенијенцији, европске оријентације, којима смета свака прича о националном идентитету. Према свим анкетама прије и након парламентарних избора, Алекса Бечић је убједљиво најпопуларнији опозициони политичар.
На парламентарним изборима 2020, Демократе су, као носиоци коалиције Мир је наша нација, освојили 10 мандата и са коалицијама За будућност Црне Горе и Црно на бијело, са укупно 41 мандатом формирали су власт. Бечић је 23. септембра 2020. изабран за предсједника Скупштине Црне Горе.
На сједници Скупштине која је одржана 7. фебруара 2022. године, смијењен је са места председника Скупштине Црне Горе. За неповјерење је гласало 43 посланика, а против 36 посланика. Посланици који су гласали са његову смјену били су из редова посланичких клубова Демократске партије социјалиста, Социјалдемократске партије Црне Горе, Социјалдемократа Црне Горе, Либералне партије и Уједињене реформске акције. Против су гласали посланици коалиције За будућност Црне Горе (Демократски фронт, Социјалистичка народна партија) Демократске Црне Горе, посланици Владимир Добричанин, Марко Милачић и Миодраг Лекић.

## Идентитет
Бечић никада није изјавио како се изјашњава по националности, а на питање којим језиком говори у емисији Упитник на РТС-у, рекао је: „Ее, у Црној Гори...Да вам кажем, ја нисам овдје данас дошао као грађанин Црне Горе. Ја сам данас предсједник политичке партије која окупља људе свих вјера и нација и која је успјела да сабере и помири људе који су се дијелили у претходном периоду и који су имали различите идеолошке одреднице.” На седници Скупштине Црне Горе 5. јула 2022. први пут се изјаснио о томе који језик говори:
– У ОШ „Сутјеска“ и Средњој економској школи „Мирко Вешовић“ учио сам српски језик и тим језиком говорим. Деградирале су нас подјеле. Дошли смо до тога да четворо дјеце говоре четири различита језика, али дођу код мајке да узму од пензије. Ја сам крштен још у комунистичко вријеме. Крштен сам овдје у Митрпполији црногорско приморској, као и моји родитељи.
Дуго се није изјашњавао да ли подржава Српску православну цркву или Црногорску православну цркву. Међутим, крајем 2019. године успротивио се Закону о слободи вјероисповијести, саопштивши да закон мора бити у сагласју са све три традиционалне конфесије.
У вријеме црногорског признања независности Косова 2008. године, изразио је "вид незадовољства због околности које су пратиле доношење те одлуке", док је 2017. године изјавио да не жели да уређује "међудржавне односе Србије и Косова" и да поводом независности Косова "треба пустити младе људе да изађу из канџи балканског примитивизма".

## Оптужбе за плагијат
Године 2018, Бечић се суочио са оптужбама за плагијат магистарског рада, након истраживања које је спровела невладина организација Центар за академски интегритет, који је навео да су бројне тезе његовог рада узете из разних онлајн извора. Бечић је порекао оптужбе, назвавши их заједничком кампањом Демократског фронта и ДПС-а. У фебруару 2019, Бечић је изјавио да је комисија утврдила да није плагирао рад, док је у новембру 2019, сенат Универзитета Црне Горе објавио да његов рад није аутентичан и да је плагирао 21.4%.